# Loureiro (Oliveira de Azeméis)
Loureiro ist eine Gemeinde (Freguesia) im portugiesischen Kreis Oliveira de Azeméis. In ihr leben 3638 Einwohner (Stand 19. April 2021). Auf dem Gebiet der Gemeinde wurde Caetano da Anunciação Brandão (1740–1805), Bischof von Belém do Pará und Erzbischof von Braga, geboren.